# Gliose
Gliose ist die Bezeichnung für eine erhöhte Anzahl von Gliazellen in einem geschädigten Bereich des Zentralnervensystems oder des Gehirns. Dies ist die unspezifische neuropathologische Reaktion  auf verschiedene neurologische Erkrankungen. Die Gliazellen nehmen hier den Raum, aber nicht die Funktion der zerstörten Nervenzellen ein.

## Epiretinale Gliose
Die epiretinale Gliose, auch Macular pucker, ist wegen ihrer Lage im Auge im Gegensatz zu den Gliosen des übrigen zentralen Nervensystems direkt sichtbar. Bei dieser Erkrankung sammeln sich auf der inneren (epiretinalen) Grenzmembran zwischen Netzhaut und Glaskörper kontraktionsfähige, kollagenhaltige Zellen, die sehr verschiedenen Ursprungs sein können, und bilden dort eine verdichtete Schicht, die zur allmählichen Schrumpfung neigt. Zu den möglichen Herkunftszellen zählen die Astrozyten und die Müller-Zellen der Netzhaut, also echte Gliazellen, aber auch Zellen des Retinalen Pigmentepithels oder Entzündungszellen.

### Ursache
Die epiretinale Gliose kann ohne erkennbare Ursache (idiopathisch) oder als Folge von Augenerkrankungen oder -operationen auftreten (sekundär).

### Symptome
Abhängig von ihrem Ausmaß kann eine epiretinale Gliose unbemerkt bleiben, aber auch Sehstörungen wie Metamorphopsien oder ein Zentralskotom verursachen. Sehr ausgedehnte, kontraktile gliotische Membranen können zu einer Netzhautablösung und damit zum völligen Sehverlust des betroffenen Auges führen.

### Diagnostik
Bei der Augenspiegelung kann die epiretinale Membran an ihrem Glitzern und einer eventuell eingetretenen Verziehung von Aderhaut und Gefäßen erkannt werden.
Der Test mit dem Amsler-Gitter dient dazu, frühe Metamorphopsien und ihre Dynamik festzustellen.

### Therapie
Die häufigen, zarten epiretinalen Gliosen ohne Tendenz zum Fortschreiten erfordern keine Behandlung.
Bei störenden Symptomen ist eine Besserung des Sehvermögens oder zum Teil auch komplette Heilung mit einem Abschälen (Peeling) epiretinaler Membranen möglich; einer Operation, bei der nach einer Pars-plana-Vitrektomie die gesamte epiretinale Grenzmembran entfernt wird.

### Erkrankungen mit ähnlichen Symptomen
Eine ähnliche Symptomatik kann durch zahlreiche andere Augenerkrankungen, besonders der Netz- und Aderhaut, hervorgerufen werden, zudem kann die Erkrankung selbst Zeichen einer anderen Augenerkrankung sein, so dass bei derartigen Beschwerden immer eine genaue Untersuchung des gesamten betroffenen Auges und der Gegenseite erforderlich ist.